# Berg (Windischeschenbach)
Berg ist ein Gemeindeteil der Stadt Windischeschenbach im Oberpfälzer Landkreis Neustadt an der Waldnaab in Bayern.

## Geografie
Der Weiler liegt nordwestlich von Windischeschenbach. Die Fichtelnaab fließt nördlich davon.

## Sehenswürdigkeiten
- Die aus der zweiten Hälfte des 19. Jahrhunderts stammende neugotische Feldkapelle ist ein dreiseitig geschlossener Steildachbau mit Spitzbogenöffnungen. Sie ist als Baudenkmal eingestuft und unter der Nummer D-3-74-168-23 in der Liste des Bayerischen Landesamtes für Denkmalpflege eingetragen[1].
- zwei Bildstöcke:
  - am Eschenbacher Weg (von Naabdemenreuth nach Windischeschenbach): eine Toskanische Säule mit Basis und Kapitell, die Laterne mit Gesimsen und Kugelbekrönung, der Sockel aus dem Jahr 1774
  - Berg 2: ein Granitpfeiler mit Laterne und Kreuzbekrönung, stammt wohl aus der zweiten Hälfte des 19. Jahrhunderts

→ Siehe auch Liste der Baudenkmäler in Windischeschenbach#Berg